# Переговорний камінь
Переговорний камінь (рос. Переговорный камень) — історична пам'ятка на Соловецьких островах на місці де 22 червня 1855 року відбулися переговори між настоятелем Соловецького монастиря архимандритом Олександром та англійським офіцером. 

## Пам'ятник
Прямокутна кам'яна плита, що виготовлена в монастирській кам'янотесній майстерні. На поверхні викарбуваний текст.

## Галерея

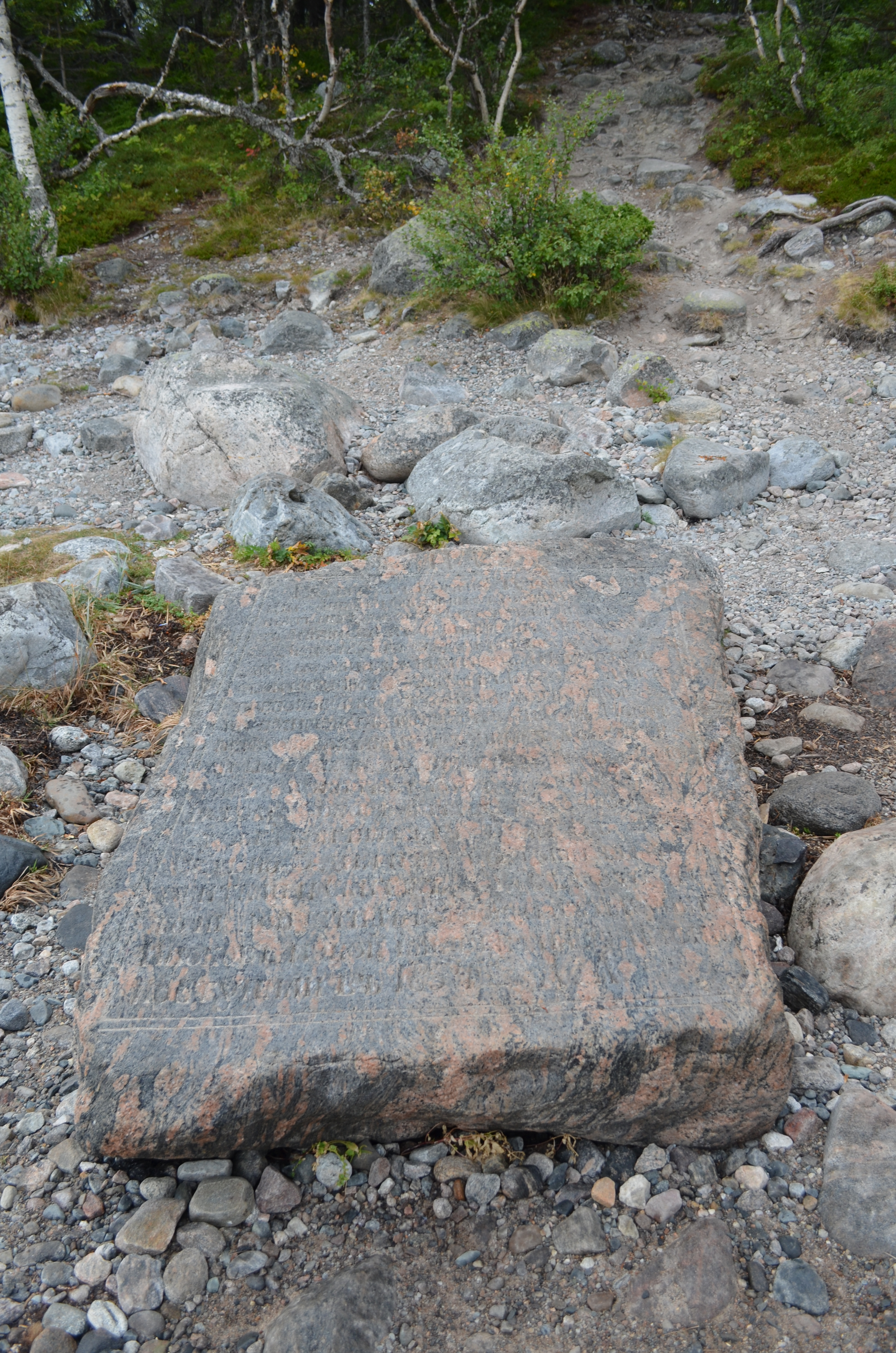
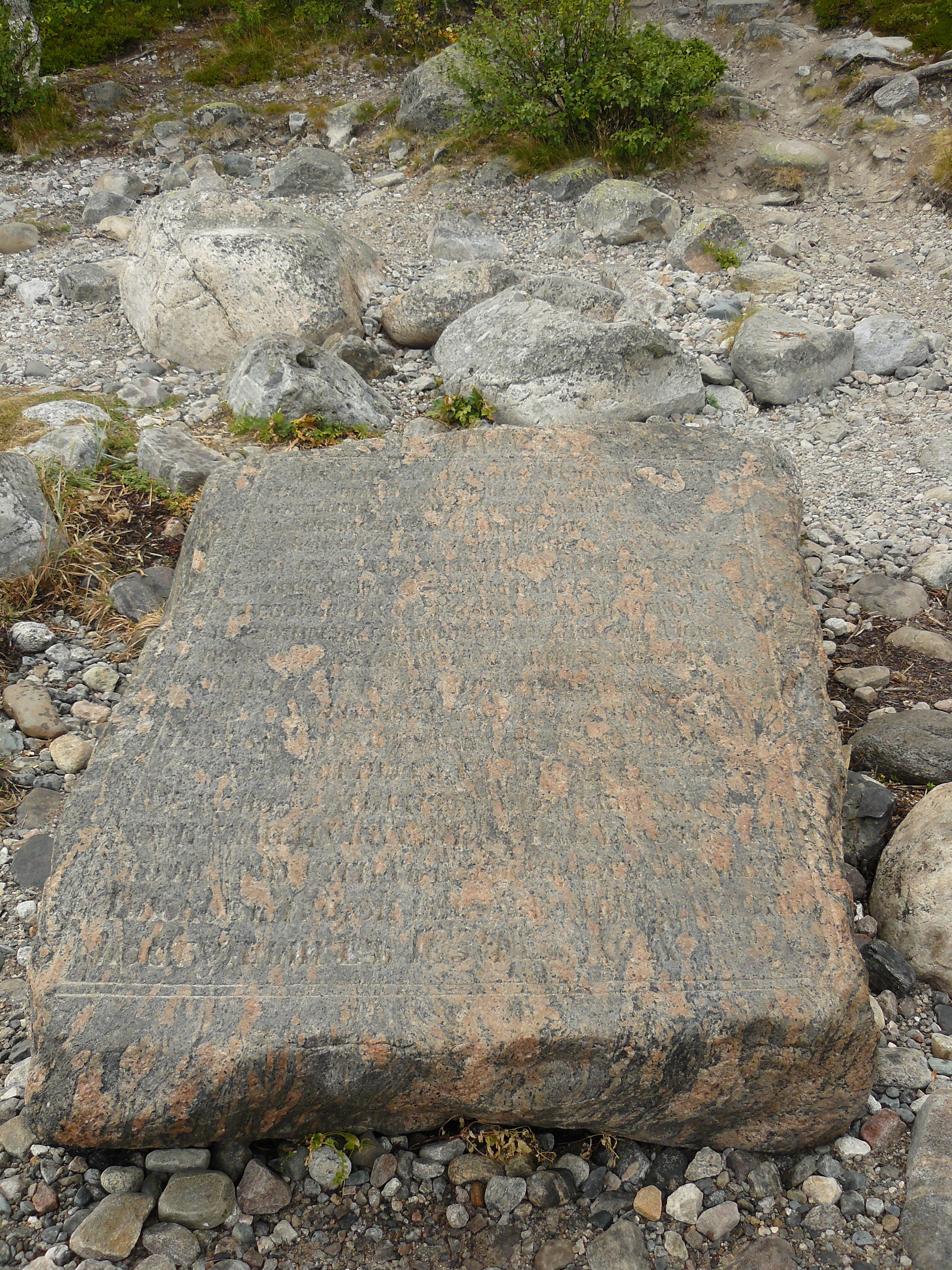
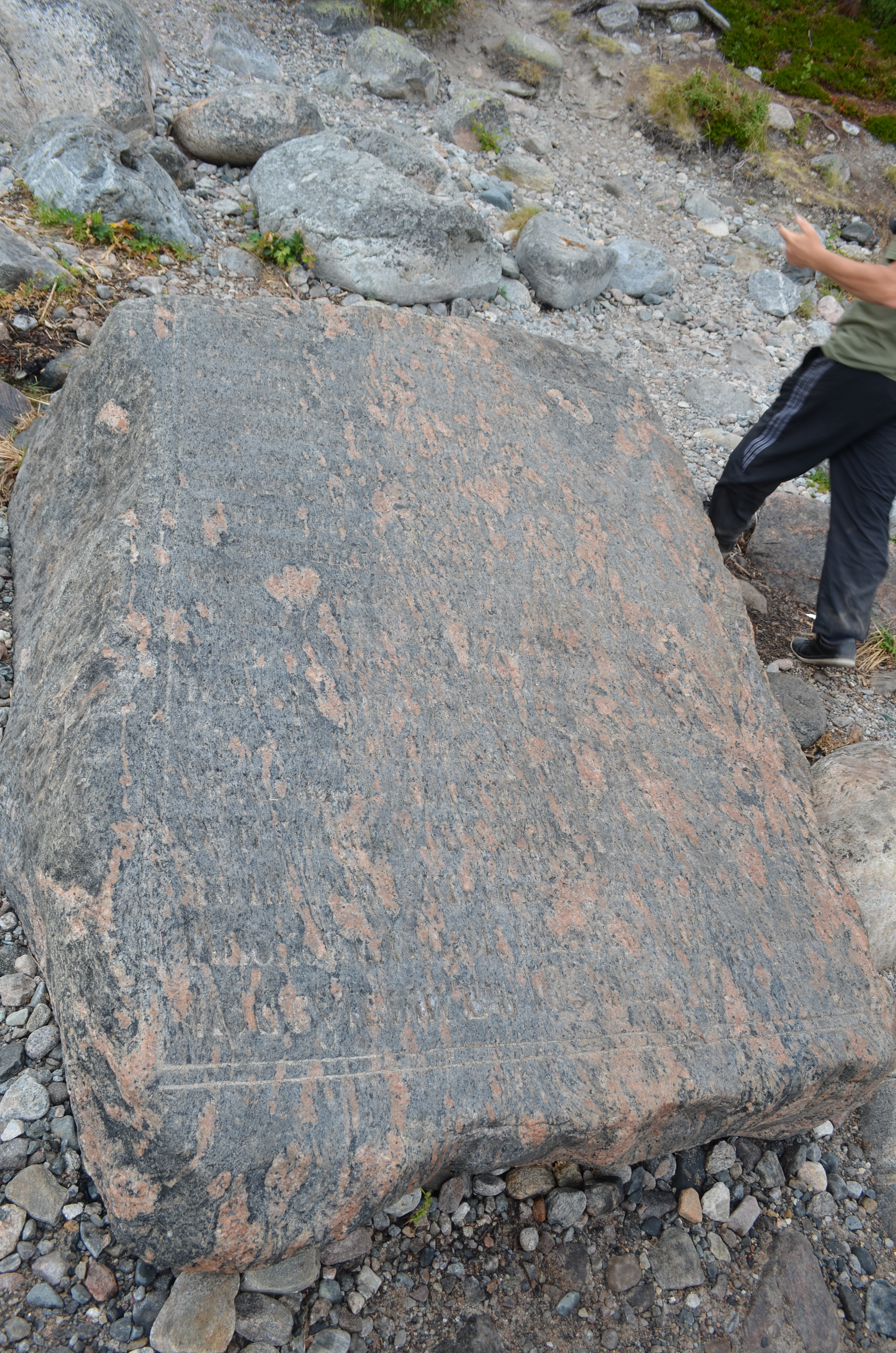
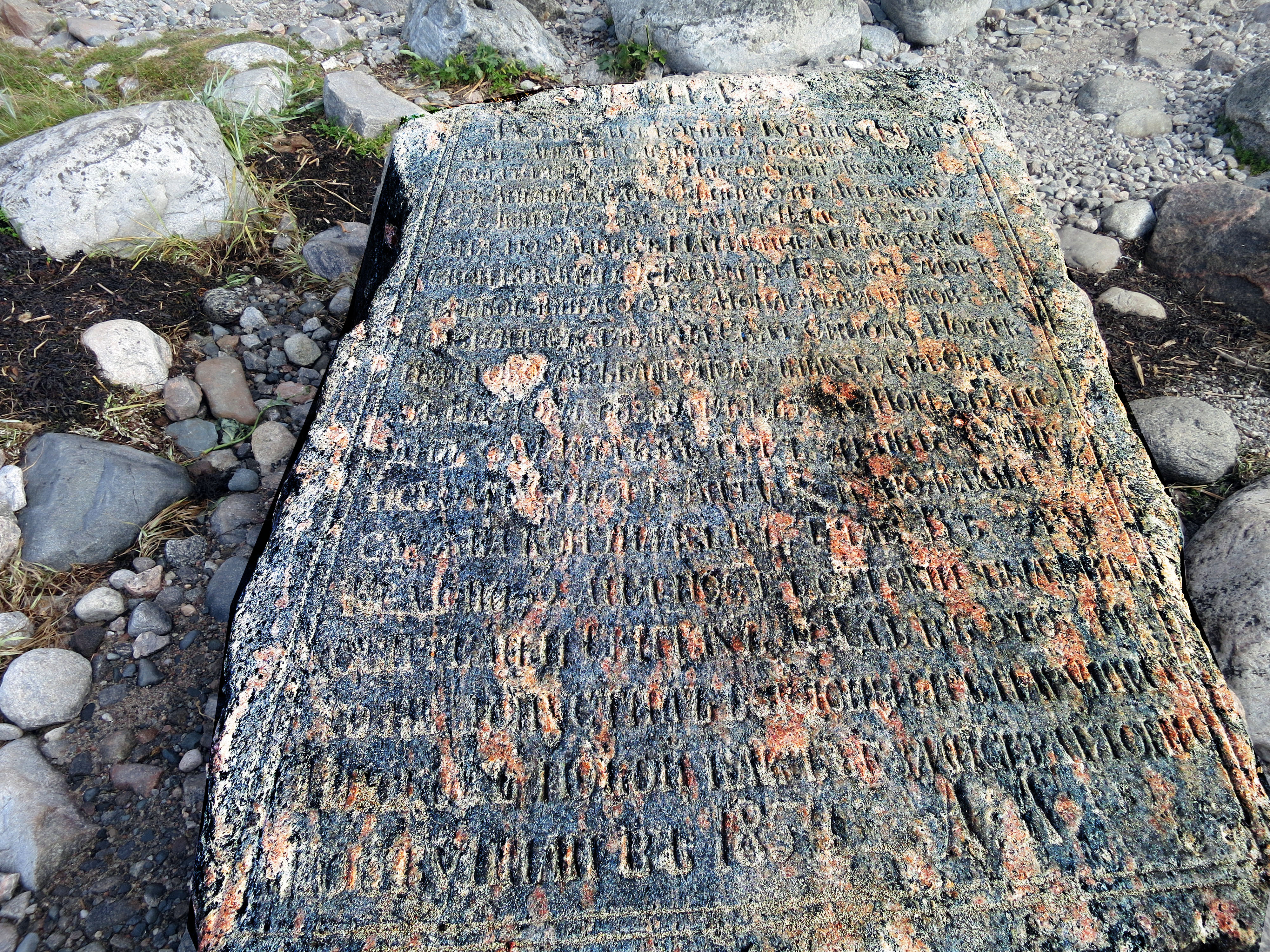